# Kamperfoelie
Kamperfoelie (Lonicera) is een geslacht van slingerplanten en struiken dat zowel in Europa, China, Noordoost-Azië als in de Verenigde Staten voorkomt. Het geslacht behoort tot de kamperfoeliefamilie (Caprifoliaceae). Sommige soorten slingeren zich om andere planten en bomen heen. Andere soorten zijn struiken.
De bloemen hebben vooral 's avonds een sterke zoete geur. Ze zijn er in diverse soorten en kleuren, veelvoorkomend is de roze-rode en geel-witte vorm. De plant is vrij gemakkelijk te vermeerderen uit zomer- of winterstekken.

## Etymologie

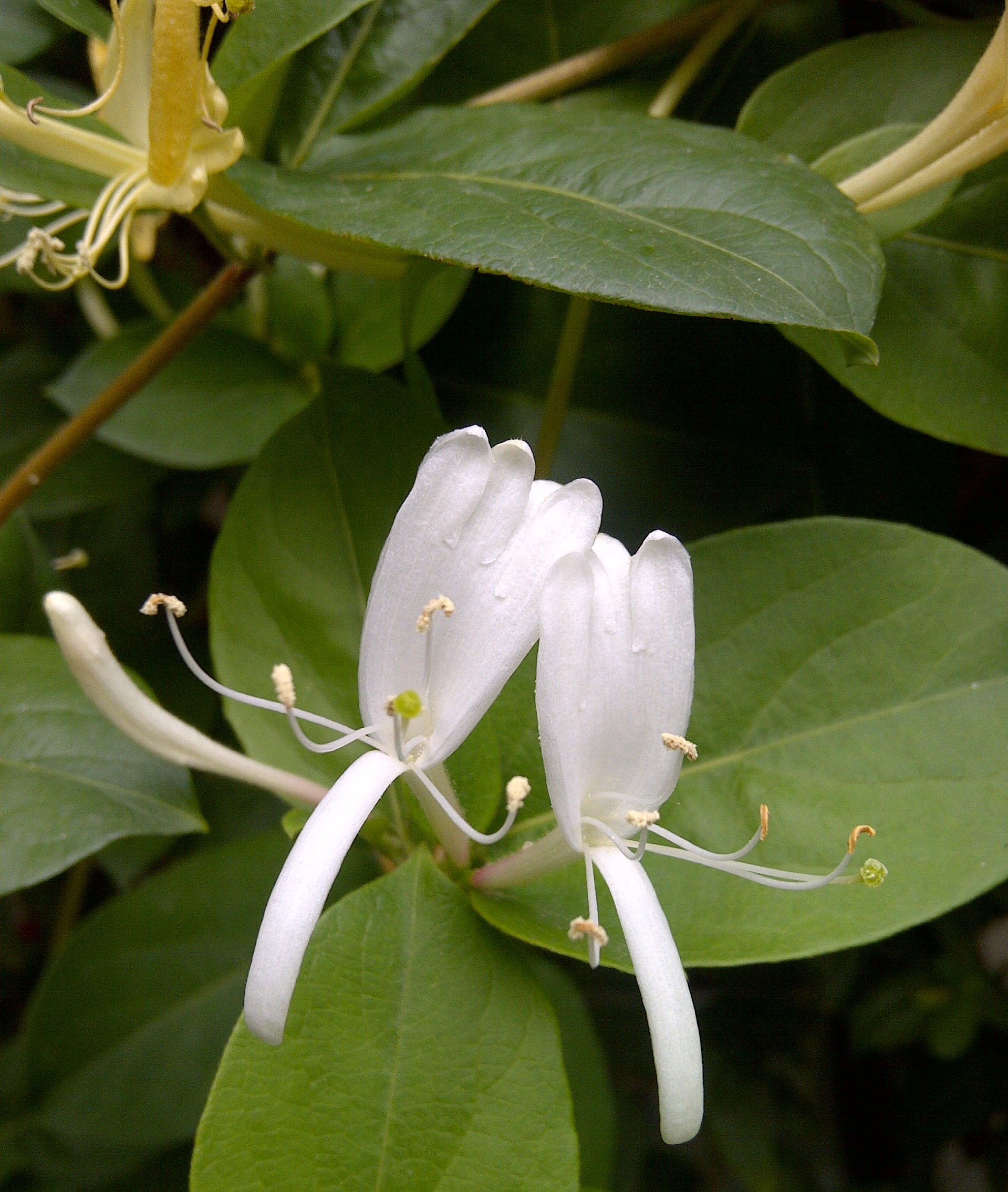
Kamperfoelie

De botanische naam Lonicera is ontleend aan de Duitse arts en botanicus Adam Lonitzer (Latijn: Adamus Lonicerus). 
Kamperfoelie wordt ook wel 'geitenblad' genoemd. Dat komt overeen met de botanische naam van de familie Caprifoliaceae, in het Frans chèvrefeuille, Duits Geißblatt en Italiaans caprifoglio. De Nederlandse naam is een verbastering van de Italiaanse.

## Klimmende soorten
- Lonicera caprifolium - tuinkamperfoelie
- Lonicera japonica - Japanse kamperfoelie
- Lonicera periclymenum - wilde kamperfoelie
- Lonicera sempervirens
- Lonicera × heckrotti (Lonicera americana × Lonicera sempervirens)
- Lonicera implexa

## Struikvormende soorten
- Lonicera caerulea - honingbes
- Lonicera fragrantissima
- Lonicera nitida - buxuskamperfoelie
- Lonicera pileata
- Lonicera korolkowii
- Lonicera ledebourii
- Lonicera maackii
- Lonicera morrowii
- Lonicera tatarica - Tartaarse kamperfoelie
- Lonicera xylosteum - rode kamperfoelie
- Lonicera syringantha
- Lonicera ×purpusii (kruising Lonicera standishii × Lonicera fragrantissima)

... · 
Centranthus · 
Dipsacus (Kaardenbol) · 
Lonicera (Kamperfoelie) ·  
Knautia · 
Linnaea · 
Nardostachys · 
Scabiosa · 
Succisa · 
Symphoricarpos · 
Valeriana (Valeriaan) ·  
Valerianella (Veldsla) · 
Weigela · 
...